# 세 번째 살인
《세 번째 살인》(일본어: 三度目の殺人)은 2017년 개봉한 일본의 서스펜스 드라마 영화이다

## 줄거리
승리밖에 모르는 변호사 '시게모리'(후쿠야마 마사하루)가, 자신을 해고한 공장 사장을 살해한 혐의로 사형이 확실시되고 있는 '미스미'(야쿠쇼 코지)의 변호를 맡는다. 자백으로 사형이 확실한 상황에서 미스미의 진술이 번복되고, 모든 것에 의심이 가기 시작한 상황에서 진실을 밝히려한다.

## 배역
- 후쿠야마 마사하루 - 시게모리 역
- 야쿠쇼 코지 - 미스미 역
- 히로세 스즈 - 야마나카 사키에 역
- 사이토 유키 - 야마나카 미츠에 역
- 요시다 코타로 - 셋츠 다이스케 역
- 미츠시마 신노스케 - 카와시마 아키라 역
- 마츠오카 이즈미 - 하토리 아키코 역
- 이치카와 미카코 - 시노하라 이츠키 역
- 하시즈메 이사오 - 아키히사 역